# Taraz
Pour les articles homonymes, voir Taraz (Iran).
Taraz (en kazakh et en russe : Тараз) est une ville du Kazakhstan et le centre administratif de l'oblys de Djamboul.
Sa population s'élevait à 351 476 habitants en 2014.

## Géographie
Elle est arrosée par la rivière Talas et située près de la frontière kirghize, à 1 300 km au sud d'Astana et 550 km à l'ouest d'Almaty.

## Histoire
Du temps du Turkestan russe, la petite ville qui s'appelait Aoulié-Ata (Аулие-Ата) était le chef-lieu d'un ouiezd appartenant à l'oblast du Syr-Daria.
Elle change de nom en 1936 pour porter celui de Djamboul (en russe : Джамбул) ou Jambyl (en kazakh : Жамбыл), du nom du poète, musicien et improvisateur Jamboul Jabayev. Elle prend son nom actuel en 1997.
C'est en 751 qu'eut lieu près de l'actuelle Taraz (dans une zone aujourd'hui en territoire kirghize) la bataille décisive (bataille de Talas), qui signa le partage des territoires entre les Arabes et les Chinois et permit la révélation du secret de la fabrication du papier jusqu'alors jalousement gardé par les Chinois.

## Transports
La ville est traversée par la Route européenne 40.
La ville a une gare ferroviaire.
La ville dispose aussi de l'Aéroport de Taraz.

## Éducation
Taraz a une université et deux instituts:
- Taraz State University M.H.Dulati[6]
- Taraz State Pedagogical Institute[7]
- Zhambyl Hydromelioration and Construction Institute

## Cultes
- Orthodoxe
- Catholique : paroisse de l'Assomption[8].

## Jumelages
- Fresno (États-Unis)

## Personnalités liées à la commune
- La chanteuse Anna German y a passé une partie de son enfance en relégation. Une rue de la ville est baptisée de son nom en 2013.

## Galerie

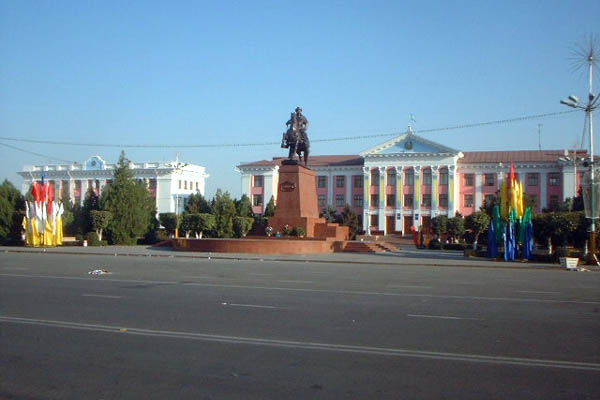
Place centrale de Taraz
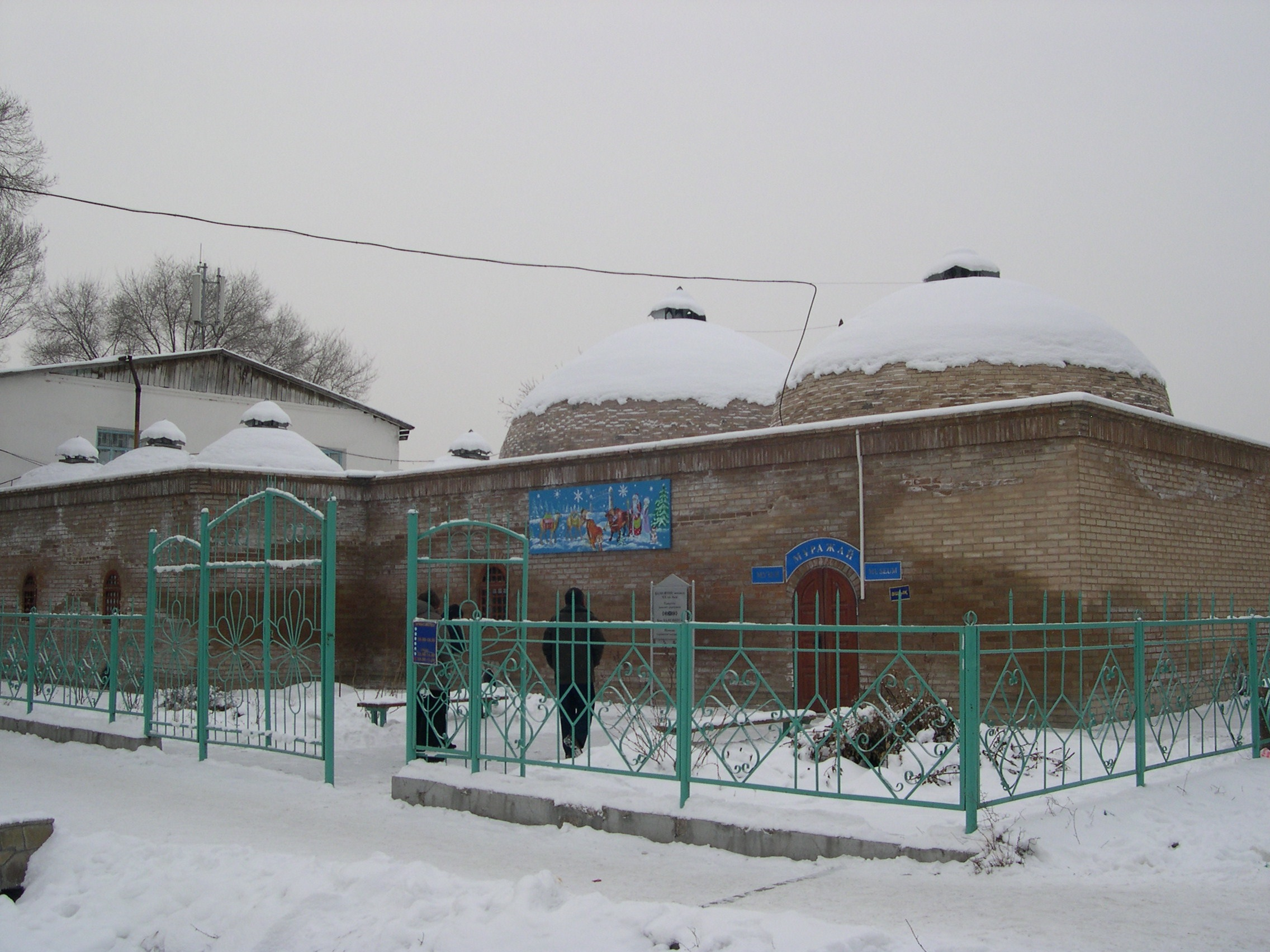
Musée historique.
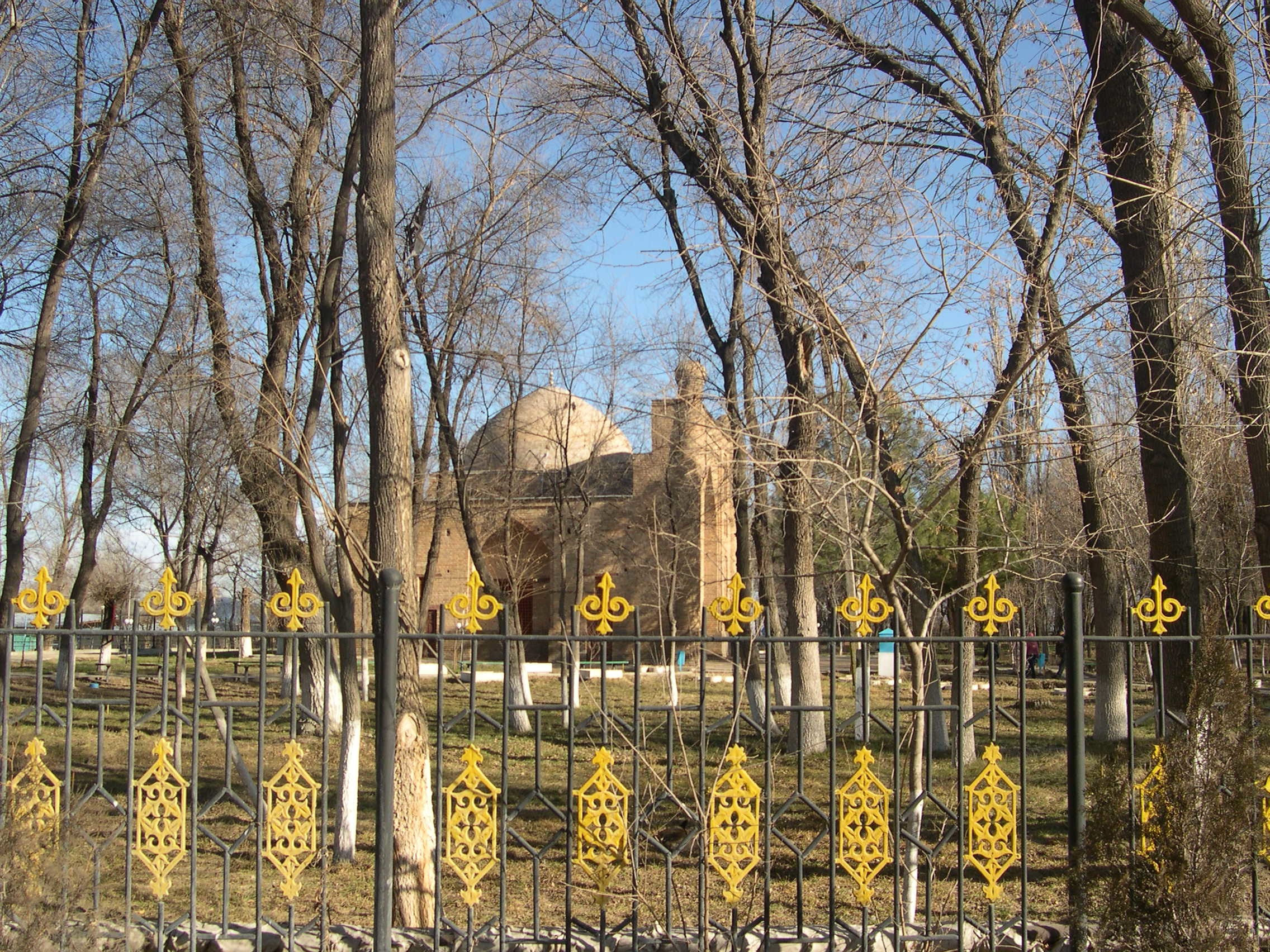
Mausolée de Karakhan.
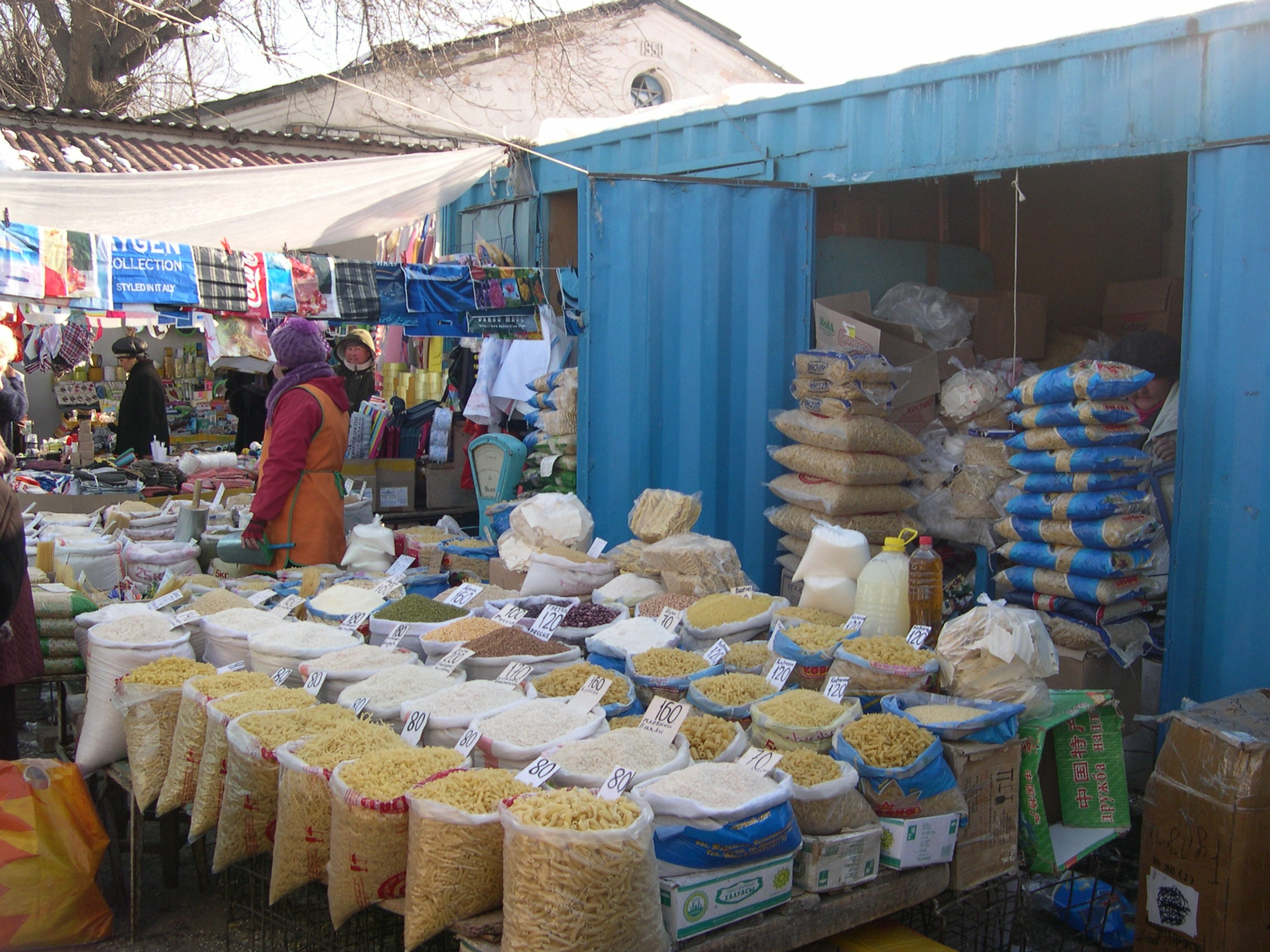
Magasin.
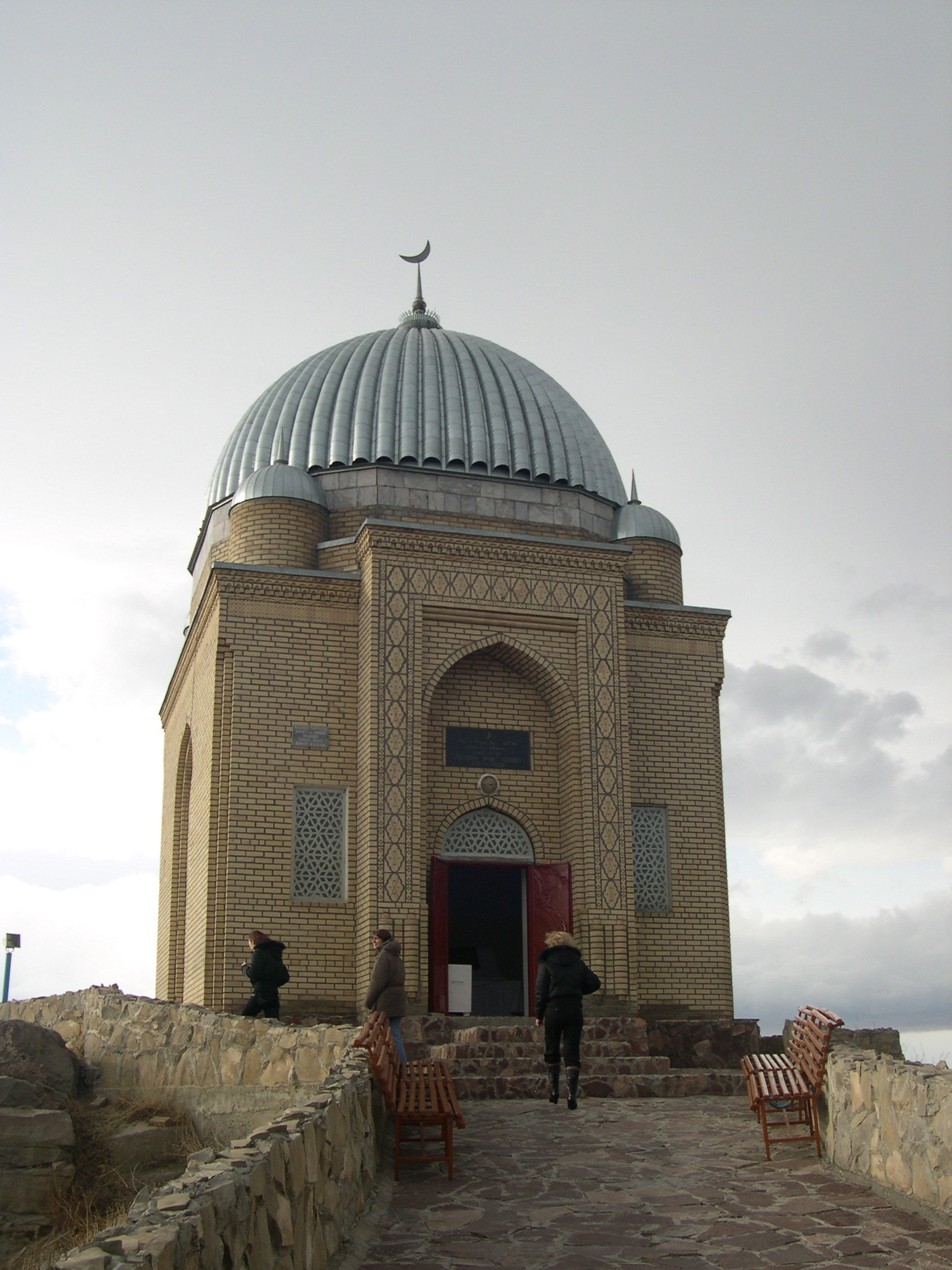
Mausolée de Tekturmas.
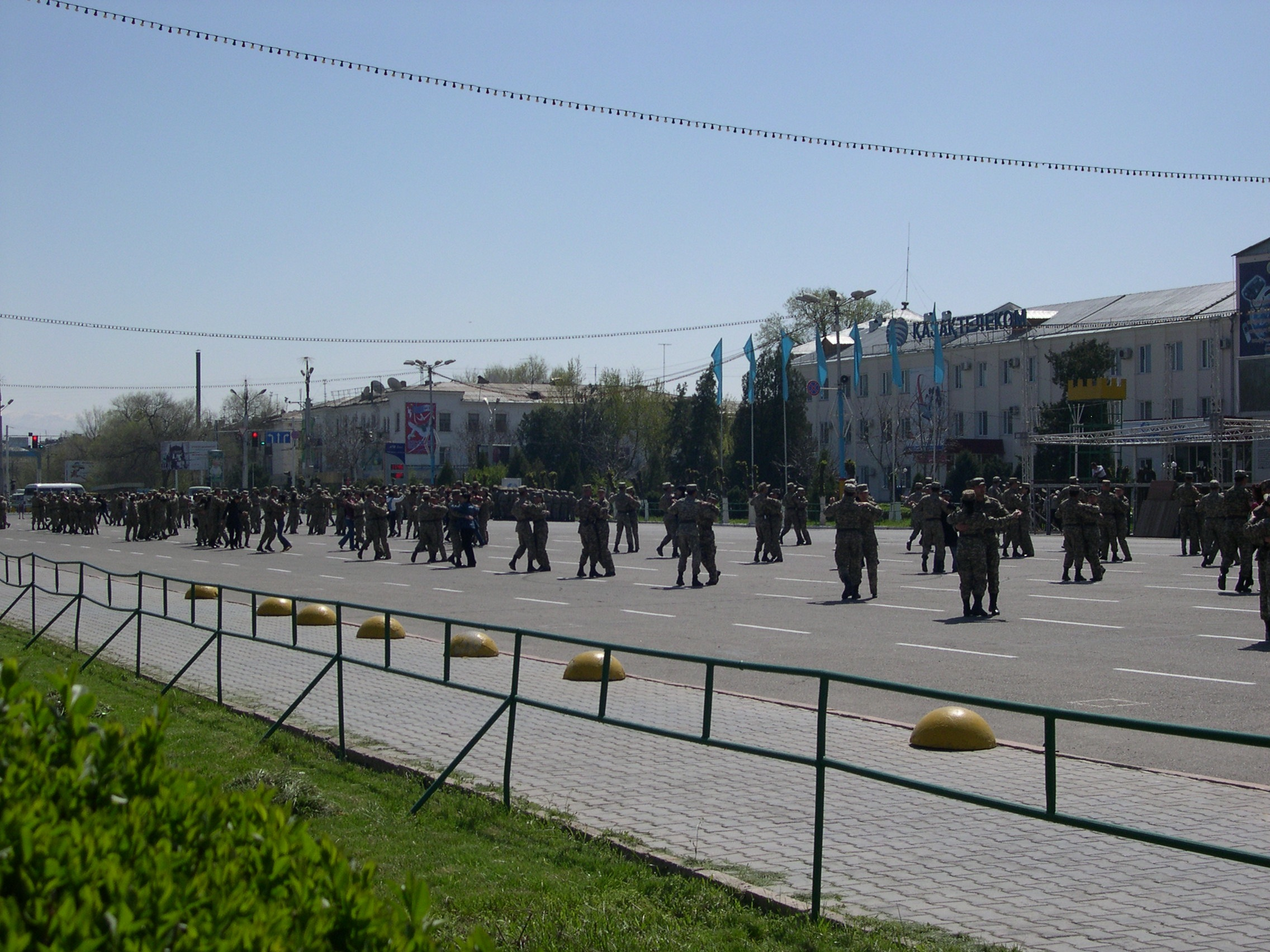
Soldats.

## Démographie
| Année      | 1897   | 1959    | 1970    | 1979    | 1989,   | 1999    | 2009    | 2012    | 2014    | 2023    |
| ---------- | ------ | ------- | ------- | ------- | ------- | ------- | ------- | ------- | ------- | ------- |
| Population | 11 722 | 113 346 | 187 164 | 263 793 | 303 961 | 330 125 | 320 634 | 326 113 | 351 476 | 428 000 |

## Climat
| Mois                                        | jan.       | fév.     | mars      | avril      | mai       | juin      | jui.      | août      | sep.      | oct.       | nov.       | déc.      | année     |
| ------------------------------------------- | ---------- | -------- | --------- | ---------- | --------- | --------- | --------- | --------- | --------- | ---------- | ---------- | --------- | --------- |
| Température minimale moyenne (°C)           | −7,4       | −5,8     | 0,1       | 6,2        | 10,9      | 15,6      | 17,5      | 15,7      | 10,3      | 4,7        | −1,2       | −5,9      | 5,1       |
| Température moyenne (°C)                    | −3         | −1,3     | 5,3       | 12,2       | 18        | 23,4      | 25,5      | 23,9      | 17,9      | 10,9       | 3,6        | −1,6      | 11,2      |
| Température maximale moyenne (°C)           | 2,2        | 4,3      | 11,3      | 18,6       | 24,7      | 30,6      | 33        | 31,8      | 25,8      | 18         | 9,4        | 3,8       | 17,8      |
| Record de froid (°C) date du record         | −38,9 1969 | −40 1951 | −25 1955  | −12,2 1948 | −5,2 1989 | 3 1975    | 7,2 1949  | 3 1978    | −5 1964   | −14,3 1987 | −37,2 1954 | −35 1952  | −40 1951  |
| Record de chaleur (°C) date du record       | 22,1 2002  | 25 1963  | 31,1 1971 | 33,5 2021  | 38,6 2001 | 42,3 2005 | 43,7 1983 | 43,1 2002 | 40,6 1997 | 34,6 2009  | 29 1995    | 22,7 1987 | 43,7 1983 |
| Précipitations (mm)                         | 29         | 37       | 38        | 49         | 40        | 27        | 18        | 10        | 10        | 31         | 34         | 32        | 355       |
| Record de pluie en 24 h (mm) date du record | 39 1969    | 37 1976  | 42 1955   | 44 1958    | 40 1978   | 63 1958   | 40 1954   | 25 2015   | 42 1999   | 37 1957    | 56 1950    | 33 1970   | 63 1958   |

| Diagramme climatique                                  |           |           |           |            |            |          |            |            |         |           |           |
| J                                                     | F         | M         | A         | M          | J          | J        | A          | S          | O       | N         | D         |
| 2,2−7,429                                             | 4,3−5,837 | 11,30,138 | 18,66,249 | 24,710,940 | 30,615,627 | 3317,518 | 31,815,710 | 25,810,310 | 184,731 | 9,4−1,234 | 3,8−5,932 |
| Moyennes : • Temp. maxi et mini °C • Précipitation mm |           |           |           |            |            |          |            |            |         |           |           |